# Linjefag
Linjefag er fag, som elever eller studerende vælger at specialisere sig i under et uddannelses- eller skoleforløb. 

## Linjefag på læreruddannelsen
På læreruddannelsen havde man før 1968 ét linjefag, der sigtede mod undervisning i mellem- og realskolen. De efterfølgende 30 år havde man to linjefag, men med mulighed for tre, med henblik på undervisning i overbygningen, dvs. ud over 7. klassetrin. Der var ingen fag i det 7-årige grundforløb i folkeskolen, der forudsatte linjefagsuddannelse. Fra 1998 skulle de lærerstuderende have fire linjefag på seminarierne, men til gengæld havde de ingen grunduddannelsesfag som tidligere, og det blev nu forventet, at man havde linjefag i de fag, man underviste i. Efter kritik af hvor meget de studerende kunne nå at lære i det enkelte linjefag, når de havde fire, blev antallet igen reduceret med den nye lov fra 2007. Nu kan den studerende vælge enten 2 eller 3 fag. Alle studerende skal vælge enten dansk, matematik eller naturfag, samt 1 eller to fag yderligere. Efter 1998 har det status som et bachelor–fag.
Linjefag:  Billedkunst, biologi, dansk, dansk som andetsprog, engelsk, fransk, fysik/kemi, geografi, historie, håndværk og design, idræt, kristendomkundskab/religion, latin, madkundskab, matematik, musik, natur/teknologi, samfundsfag, tysk. 